# Diables de Badalona
Els Diables de Badalona és una colla de diables de la ciutat de Badalona creada el 1983 i que anualment s'encarrega dels actes relacionats amb el foc a les Festes de Maig, com són l'Acte Sacramental el 10 de maig, nit de Sant Anastasi, i dels correfocs.
La idea de crear una colla de diables a Badalona va sorgir el març de 1983 d'una sessió de debat entre diversos monitors de l'Associació coordinadora d'esplais de la ciutat, que parlaven de les tradicions i el folklore badalonins, com la Cremada del Dimoni, amb l'objectiu d'aportar color i un esperit lúdic a les festes, i donar una sortida als grups d'adolescents dels esplais.
Per aprendre la forma de funcionar i la litúrgia dels diables, es van assessorar per dur a terme la primera edició del correfoc amb els Diables de l'Arboç, del Penedès, que va explicar als badalonins els costums, elements tècnics i la seguretat, convertint-se per tant en els padrins de la colla de Badalona. La primera sortida de la colla va ser el 10 de maig de 1983 durant el correfoc que es feia prèviament a la Cremada del Dimoni. Finalment, amb els anys, el 1987 la regidoria de Cultura de l'Ajuntament de Badalona els va cedir l'organització del Correfoc de la ciutat i es va posar en marxa l'Acta Sacramental, una representació satírica de la lluita entre el bé i el mal, seguint la tradició d'altres colles de diables centenàries. L'any següent, neix la nit de Sant Anastasi tal com és avui dia, quelcom que va donar lluïment a la festivitat, d'aquesta forma totes les colles de cultura popular i tradicional de la ciutat poden lluir-se.
Al llarg dels anys, la colla ha col·laborat amb altres colles relacionades amb la tradició del foc a la ciutat, com Badalona Bèsties de Foc, Kapaoltis, Bufons del Foc, a més de les colles que habitualment són convidades als correfocs badalonins. A més, la colla ha crescut amb els anys, als 2000 es va crear la colla xica, que va fer la seva primera sortida el dia 11 de maig de 2002 en el tercer correfoc infantil de Badalona. Des d'ençà aleshores, els nens petits de la colla tenen el seu propi correfoc infantil a la plaça de la Vila, abans de la celebració del correfoc a càrrec dels adults de la colla.